# Lindsey Coffey
Lindsey Marie Coffey (sinh ngày 8 tháng 1 năm 1992) là một người mẫu và nữ hoàng sắc đẹp.

## Giáo dục
Lindsey tốt nghiệp chuyên ngành chính trị học, đồng thời theo học nghệ thuật giao tiếp và viết lách chuyên nghiệp tại Trường Đại học Washington & Jefferson. Trong thời gian học, cô tập trung vào mảng cấu trúc chính phủ, chính sách công và hành vi chính trị. Lindsey mở rộng nghiên cứu của mình sang sân khấu, hùng biện, báo chí, diễn thuyết, cũng như nghiên cứu nghệ thuật về quyền công dân trong xã hội công dân và nghề nghiệp. Việc học của cô tiếp tục ở nước ngoài như Ý, Thổ Nhĩ Kỳ, Síp, Israel và Hy Lạp. Trong thời gian này, cô tham gia vào lịch sử xã hội và chính trị của mỗi quốc gia, đồng thời điều tra các xu hướng kinh tế hiện tại.

## Sự nghiệp
Cô là gương mặt đại diện cho WOMEN Management ở New York và Los Angeles. Cô đã ký hợp đồng với Elite Model Management, Modelwerk, Boss Models, Vivien's Models, Heffner Management, Paragon Model Management và mạng lưới toàn cầu Select Model Management ở Milan, Paris, Chicago và Miami.

## Các cuộc thi sắc đẹp

### Hoa hậu Trái Đất Mỹ 2020
Ngày 8 tháng 8, cô đăng quang Hoa hậu Trái Đất Mỹ và giành được quyền đại diện cho xứ sở cờ hoa tại đấu trường Hoa hậu Trái Đất 2020.

### Hoa hậu Trái Đất 2020
CÔ tiếp tục đăng quang cuộc thi. Cô là người đẹp đầu tiên của Mỹ giành chiến thắng tại cuộc thi. Chiến thắng của cô đã giúp Mỹ trở thành quốc gia tiếp theo chiến thắng ở lục đại Hoa hậu.